# Steuerzahler

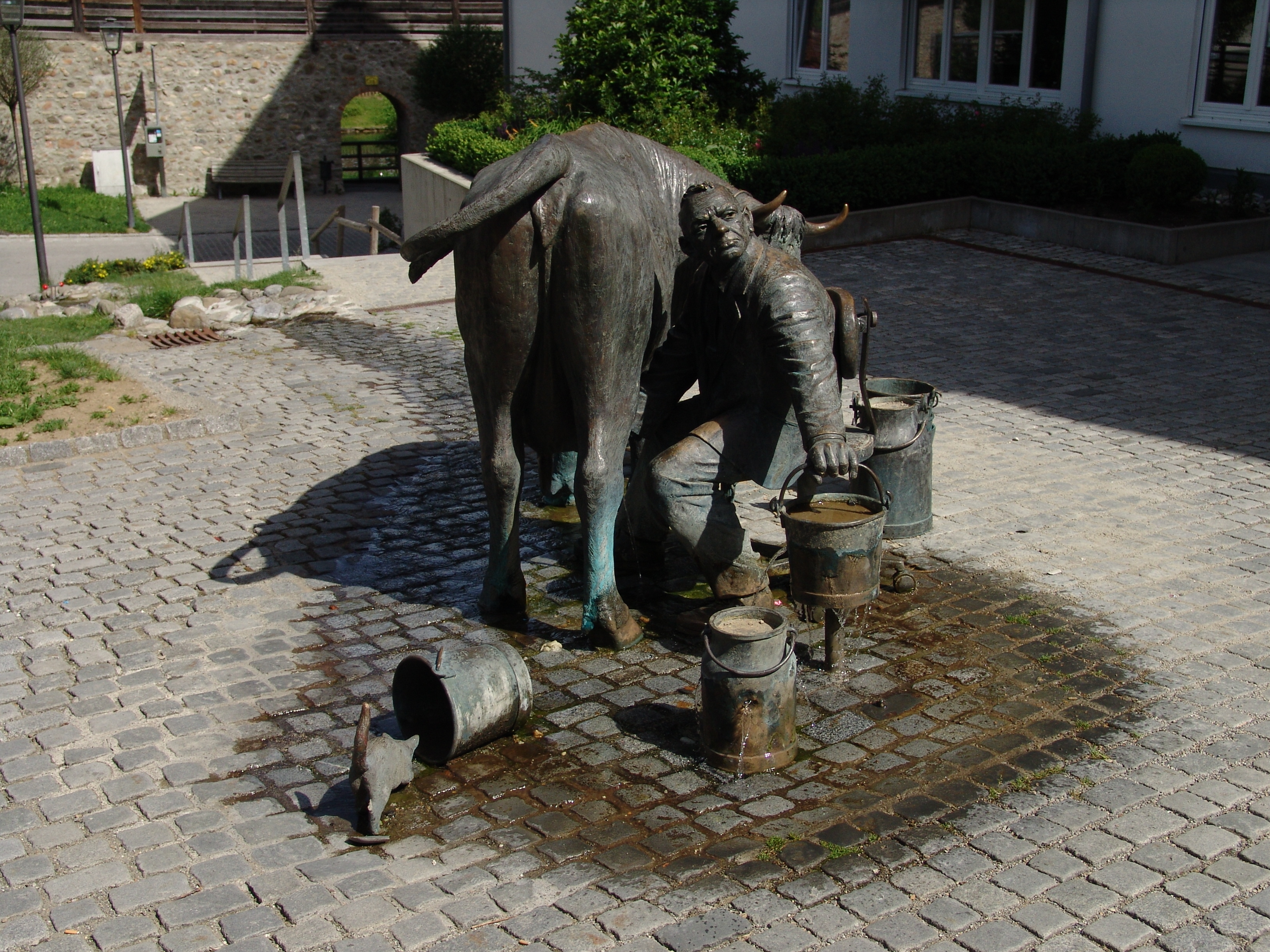
Der Steuerzahlerbrunnen in Isny im Allgäu des Bildhauers Leo Wirth

Der Steuerzahler ist in der Finanzwissenschaft und in der Steuerlehre ein Wirtschaftssubjekt, das eine bestimmte Steuerart an den Steuergläubiger zahlt, weil es eine Zahlungspflicht trifft.

## Allgemeines
Als Wirtschaftssubjekte kommen Unternehmen oder Privathaushalte in Betracht. Wirtschaftssubjekte können Steuerdestinatar, Steuerpflichtiger, Steuerschuldner, Steuerträger und/oder Steuerzahler sein. Steuerdestinatar ist die vom Steuergesetz nicht als Steuerzahler, aber als Steuerträger vorgesehene Person. Steuerpflichtiger ist, wer den Tatbestand verwirklicht, an den ein Steuergesetz die Zahlungspflicht knüpft. Mit dem Begriff des Steuerträgers soll verdeutlicht werden, das ein anderes Steuersubjekt wie Steuerpflichtiger oder Steuerschuldner eine bestimmte Steuerart an das Finanzamt abzuführen hat und sie im Wege der Steuerüberwälzung über die Marktpreise an den Steuerträger abwälzt.
Im Regelfall hat der Steuerschuldner die Steuer als Steuerzahler zu entrichten (z. B. § 36 Abs. 4 EStG; §§ 29, § 31 GrStG; §§ 13, § 18 UStG). Beispielsweise wird die Grundsteuer gemäß § 2 GrStG auf bestimmtes inländisches Grundeigentum erhoben und muss nach §§ 29 GrStG, § 31 GrStG vom Grundeigentümer gezahlt werden, der auch gleichzeitig Steuerschuldner ist.

## Steuerschuldner und Steuerträger nicht identisch
Steuerzahler ist nach § 33 AO unter anderem, wer eine Steuer für Rechnung eines Dritten einzubehalten und abzuführen hat. In Ausnahmefällen bestimmt der Steuergesetzgeber jemand anderen zum Steuerzahler für Rechnung des Steuerschuldners. Dies betrifft die Steuergruppen Abzugsteuern, Quellensteuern und indirekten Steuern. 

### Abzugsteuer
Steuerpflichtiger ist nach der weiten Legaldefinition des § 33 AO unter anderem, wer eine Steuer für Rechnung eines Dritten einzubehalten und abzuführen hat, also der Steuerzahler wie z. B.der Arbeitgeber bei der Lohnsteuer. Gemäß § 38 Abs. 1 Satz 1 EStG wird bei Einkünften aus nichtselbständiger Arbeit die Einkommensteuer durch Abzug vom Arbeitslohn erhoben, soweit er von einem Arbeitgeber gezahlt wird. Der Arbeitgeber ist somit steuerrechtlich nicht nur Steuerzahler, sondern auch Steuerpflichtiger, denn er zieht die Lohnsteuer vom Arbeitseinkommen ab und überweist dem Arbeitnehmer lediglich den Nettolohn. Der Arbeitnehmer ist ebenfalls Steuerpflichtiger nach § 33 AO, denn er muss eine Steuererklärung abgeben. Da der Arbeitgeber ihm die Lohnsteuer bereits vom Bruttolohn abgezogen hat, ist der Arbeitnehmer zwar nicht Steuerzahler, aber Steuerträger. Der Arbeitnehmer trägt die Steuerlast dadurch, dass er lediglich den Nettolohn ausbezahlt bekommt und er seine Konsumausgaben nur an diesem ausrichten kann.

### Indirekte Steuern
Überall dort, wo Steuerzahler und Steuerträger nicht identisch sind, wird von Steuerüberwälzung gesprochen. Steuerüberwälzung ist eine legale Form der Steuerabwehr, bei der die Steuerlast vom Steuerschuldner und Steuerzahler an den Steuerträger weitergegeben wird. Dies ist insbesondere bei indirekten Steuern der Fall.
Der Staat wünscht als Steuergläubiger im Falle der indirekten Steuern, dass die Steuerschuldner selbst nicht Steuerindossatare sind, sondern die Steuern auf die Verbraucher ihrer Produkte und Dienstleistungen überwälzen. Die indirekten Steuern gelangen deshalb von den Verbrauchern als wirtschaftliche Steuerträger zum Staat indirekt über die zwischengeschalteten Unternehmen als Hilfsfiskus, die selbst kein Steuerträger sind.
Zu den indirekten Steuern zählen insbesondere die Umsatzsteuer, die Verbrauchsteuern (z. B. Energiesteuer, Schaumweinsteuer, Tabaksteuer und Zwischenerzeugnissteuer) und die Rennwett- und Lotteriesteuer. Der Unternehmer ist nach § 10 UStG zur Steuerüberwälzung der Umsatzsteuer berechtigt, die Steuer geht in den Kaufpreis ein. Deshalb ist der Unternehmer der Steuerzahler, der die Umsatzsteuer an das Finanzamt abzuführen hat. Der Käufer ist der Steuerträger, weil er einen um die Umsatzsteuer erhöhten Kaufpreis entrichten muss.
Bei der Stromsteuer wird die Stromentnahme aus dem Stromnetz besteuert. Die Steuer belastet also den Endverbraucher. Erhoben wird die Steuer jedoch beim Stromversorgungsunternehmen als Steuerzahler und Steuersubjekt, welches die Steuer im Strompreis durch Steuerüberwälzung auf die Kunden – die Steuerdestinatare – abwälzt.

### Andere Steuerarten
Bei der Kapitalertragsteuer ist der Schuldner der Kapitalerträge gemäß § 44 EStG der Steuerzahler und nicht der Gläubiger der Kapitalerträge. Steuerzahler bei der Versicherungsteuer ist das Versicherungsunternehmen anstatt des Versicherungsnehmers (§ 7 VersStG); Steuerschuldner ist der Versicherungsnehmer. Für die Steuer haftet der Versicherer, er hat die Steuer für Rechnung des Versicherungsnehmers zu entrichten.

## Interessenvertretungen
Die Interessenvertretungen Bund der Steuerzahler Deutschland und Bund der Steuerzahler (Schweiz) tragen die Bezeichnung „Steuerzahler“, sehen sich als „Finanzgewissen der Nation“ und geben ihre Ziele als Gemeinwohlinteressen aller Steuerzahler aus.

## Wirtschaftliche Aspekte
Steuerzahler ist, wer die Steuer unmittelbar an das Finanzamt durch Zahlung abführt. Der Nationalökonom Josef Kaizl brachte bereits 1882 am Beispiel des Bieres die Unterschiede hervor: Der Bierbrauer, der die Biersteuer entrichtet, ist Steuerzahler, der Konsument soll die Steuerlast tragen und Steuerträger sein. Durch Zahlung der Biersteuer an das Finanzamt belastet der Bierbrauer zunächst seine Liquidität; da er die Biersteuer aber durch seine Preiskalkulation in den Bierpreis einbezieht, erhält er die Liquiditätsbelastung über die Umsatzerlöse vom Konsumenten zurück. Durch die – um die Biersteuer – erhöhten Umsatzerlöse ist letztlich der Konsument der Steuerträger. Dieser Vorgang der Steuerüberwälzung sorgt dafür, dass die Steuerlast beim Konsumenten bleibt und dieser in Höhe der Steuerlast weniger Konsumausgaben tätigen kann (Zwangssparen).

## Sonstiges
Das veraltete Wort Zensit betraf sowohl den Steuerzahler als auch den Steuerträger. Das Wort geht zurück auf den von Römern seit König Servius Tullius erhobenen Zensus, dessen einzige Steuer (lateinisch tributum) vom Zensiten zu entrichten war.

## Organisationen der Steuerzahler
- Bund der Steuerzahler Deutschland
- Bund der Steuerzahler (Schweiz)
- Netzwerk Steuergerechtigkeit